# Stanford Physics Information Retrieval System

SPIRES (Stanford Physics Information REtrieval System) est une collection de base de données scientifiques dont la plus connue, SPIRES-HEP, référence des publications scientifiques ainsi que des prépublications électroniques concernant la physique des hautes énergies. Avec l'arXiv, elles forment la principale source électronique d'information pour la communauté des chercheurs travaillant dans ce domaine.
Elle a été créée et maintenue par le Stanford Linear Accelerator Center (SLAC) à l'université Stanford depuis la fin des années 1960 et sa version web est historiquement le premier site web à avoir vu le jour aux États-Unis le 12 décembre 1991.
En avril 2012, SPIRES a été complètement remplacé par INSPIRE-HEP, qui est maintenant le portail d'information le plus important dans le domaine de la physique des hautes énergies.